# Bodianus prognathus
Bodianus prognathus är en fiskart som beskrevs av Lobel, 1981. Bodianus prognathus ingår i släktet Bodianus och familjen läppfiskar. IUCN kategoriserar arten globalt som livskraftig. Inga underarter finns listade.